# Pietro Miniussi
Pietro Miniussi (Buie, 3 novembre 1926) è un ex calciatore italiano, di ruolo mediano.

## Carriera
Giocò per una stagione in Serie A nel Legnano.